# Düstere Legenden 2
Düstere Legenden 2 (Urban Legends: Final Cut) ist ein kanadisch-US-amerikanischer Horrorfilm von John Ottman aus dem Jahr 2000.

## Handlung
Ein Flugzeug startet bei einem Gewitter. Während ein junger Passagier von Ungeheuern auf der Tragfläche spricht und ein Paar – Rob und Libby – sich beim Sex auf der Bordtoilette vergnügt, sorgt ein Messerstecher für ein Massaker. Doch dann wird klar, dass die Szenerie nur ein Teil einer Filmproduktion ist.
An einer Film-Hochschule der Alpine University sind die Studenten mit der Produktion ihrer Filme für die Abschlussprüfung beschäftigt. Dem Sieger winkt der „Hitchcock Award“, der nach Aussage von Professor Solomon den Weg nach Hollywood eröffnet. Amy Mayfield, die noch eine gute Story sucht, ist begeistert, als die Uni-Polizistin Reese ihr die Geschichte des Serienmörders an der Pendleton University erzählt, der seine Taten im Stile von „düsteren Legenden“ inszenierte. Als sie dem Professor ihren Plan präsentiert, fühlt dieser sich an Hitchcock erinnert.
Währenddessen wird Lisa bei einer Party mit K.-o.-Tropfen betäubt und in der Garderobe überfallen. Als sie wieder aufwacht, findet sie sich in einer Badewanne voller Eis wieder und stellt fest, dass ihr eine Niere fehlt. Ihr Fluchtversuch wird von einem Hund gestoppt, woraufhin der Mörder das Fenster als Guillotine benutzt.
Anschließend werden weitere „düstere Legenden“ thematisiert. Amy erzählt die Geschichte, in der einige Studenten zwischen Mitternacht und 0:01 Uhr gemeinsam schreien, um den Prüfungsstress zu verarbeiten, während gleichzeitig ein anderer Student ermordet wird. Ihre Kommilitonin berichtet von der Frau, der nach dem Verzehr eines Burgers Kakerlaken in der Nase schlüpften, und von einem Sandwich, dessen Mayonnaise aus einem Hühner-Tumor bestand. Die erste Szene, die für Amys Film gedreht wird, zeigt die Geschichte eines Hundes, der die Hand eines schlafenden Mädchens leckt und am nächsten Morgen tot an der Stange der Dusche hängt.
Der als Kameramann vorgesehene Toby wirft Amy Plagiarismus vor und verlässt drohend das Filmset. Kurz darauf erfährt Amy, dass ihr Kommilitone Trevis für seinen Film nur die Note 3- erhalten und somit keine Chance auf den begehrten Award hat. Er vermittelt Amy jedoch seinen Kameramann Simon als Ersatz für Toby.
Sandra, die in Amys Film eine Hauptrolle spielt, stellt fest, dass sie ihre Schlüssel vergessen hat. Nachdem sie gegen ihr Auto getreten und damit die Alarmanlage ausgelöst hat, kehrt sie zurück ins Studio. Dort lauert ihr der Mörder auf, der sie mit der laufenden Kamera in der Hand tötet. Als die Crew wenig später das Filmmaterial betrachtet, halten sie die Szene für eine gelungene Inszenierung und erkennen nicht, dass sie ein reales Verbrechen sehen.
Am nächsten Tag wird überraschend verkündet, dass sich der deprimierte Trevis das Leben genommen hat. Amy, die Tochter eines erfolgreichen Dokumentarfilm-Regisseurs, trifft in einem als Lager dienenden Turm Trevis’ Zwillingsbruder Trevor, der behauptet, dass Trevis nicht durch Suizid, sondern durch Mord sein Leben verlor.
In der folgenden Nacht zeichnet Amy Schreie für ihren Film auf. Gleichzeitig wird Simon draußen während einer Zigarettenpause erschlagen. Amy leiht sich von Reese die Videos der Überwachungskamera aus. Auf den Aufzeichnungen sieht sie die grausame Tat, die passend zur Legende zwischen 0:00 und 0:01 geschah. Nun gerät die junge Regisseurin selbst in Gefahr. Der Mörder greift sie im Tonstudio an. Er lockt sie unter dem Klavier hervor, indem er einige tiefe Töne spielt. Amy kann in den Wald und in die Kanalisation fliehen, wo sie auf Reese trifft. Da sie bei der Flucht jedoch das Video verloren hat, kann sie den Mord an Simon nicht beweisen.
Im Gespräch offenbart Trevor, dass er sich gegenüber Trevis schuldig fühlt und dem Mörder eine Falle stellen will. Amy, der chaotische Gedanken durch den Kopf schwirren, will als Nächstes die Legende vom „Tunnel des Grauens“ (in einer Geisterbahn tauchen echte Leichen auf) drehen. Während sie eine Testfahrt in ihrer Geisterbahn unternimmt, tötet der Mörder ihre Requisiteure Stan und Dirk mit Stromschlägen. Da ihr Wagen stehenbleibt, macht sich Amy auf die Suche und entdeckt die Leichen. Reese kann sie vor dem Killer retten. Anschließend beschwert Amy sich bei Trevor, der sie nicht beschützt habe, doch er erwidert, er sei Graham gefolgt, habe ihn jedoch verloren. Außerdem weist sie darauf hin, dass Stan und Dirk erst im zweiten Semester und somit keine Konkurrenten für den Award waren.
Amy träumt, dass sie von Trevor beim Sex erstochen wird. Als sie aufwacht, geht sie zum Turm, um Trevor zu suchen, begegnet dort aber Vanessa, die sich für eine angebliche Nachricht von Amy bedankt. Während Amy mehrere Leichen, u. a. von Trevis, entdeckt, erhängt der Mörder Vanessa an der Glocke.
Trevor recherchiert, dass alle Opfer bei Trevis’ Abschlussfilm „Die Götter der Menschheit“ mitwirkten. Beim Betrachten des Films bemerkt Amy kurz vor Schluss einen Schnitt. Jemand hat den Abspann an einen anderen Film gehängt, um ihn als sein Werk auszugeben. Da sie vermuten, dass es noch einen Überlebenden aus der Crew gibt, entführen sie Toby.
Sie verhören ihn in Anwesenheit des Professors. Als Toby die Manipulationsvorwürfe abstreitet, zückt Solomon plötzlich eine Pistole und schießt auf den Studenten. Er gibt sich als der Serienmörder zu erkennen. Amy kann sich befreien, aber der Professor nimmt Trevor als Geisel.
Das Motiv für seine Taten liegt in der Vergangenheit. Als Student wollte Solomon den „Hitchcock Award“ selbst gewinnen. Da das Duell unentschieden stand, musste Amys Vater als Gastdozent entscheiden und stimmte gegen Solomon. Nun will der Professor Trevis’ Film für sich nutzen und hat deshalb die Crew ermordet.
Als Reese eintrifft, sieht sie Amy mit einer Waffe in der Hand, was der Professor nutzen will, um sie als Schuldige zu präsentieren. Im anschließenden Chaos wird die echte Pistole mit Requisiten vermischt. Beim finalen Duell wird Solomon angeschossen. Amy gewinnt den „Hitchcock Award“ und dreht nun in Hollywood.

## Bezüge
Der Film ist keine direkte Fortsetzung zu Düstere Legenden, sondern greift die Idee einer Mordserie nach dem Muster der Legenden auf.
Allerdings sind einige Bezüge zum ersten Legenden-Film zu erkennen.
- Die Polizistin Reese spielt in beiden Filmen mit und stellt mit ihrem Bericht vom Pendleton-Massaker, das im ersten Film gezeigt wurde, die Verbindung her.
- Zwei Studenten spielen einen Streich und tragen dabei die gleichen schwarzen Jacken mit Kapuze wie der Mörder im ersten Film.
- Die Legende vom Nierenklau, die hier realisiert wird, wurde im Finale des ersten Films bereits angedeutet.
- In beiden Filmen entdeckt die Protagonistin kurz vor Schluss zahlreiche Leichen.
- Die Mörderin vom ersten Teil (gespielt von Rebecca Gayheart) hat am Ende des Films einen kurzen Gastauftritt.

## Kritiken
„Eine Menge raus holen kann auch Ottmans sehr schwungvolle Inszenierung. Mit viel Handkamera, Flash-Effekten und verzerrten Bildern spielt er fröhlich auf der visuellen Klaviatur des Genres und kann trotzdem ab und an eine wirkungsvolle Slasher-Atmosphäre erzeugen. Reminiszenzen an das Blair Witch Project und eine schlichtweg wundervolle Anspielung auf Reservoir Dogs tragen allerdings ihren Teil dazu bei, daß aus Düstere Legenden 2 doch vor allem ein amüsanter Spaß als ein spannender Horrorfilm wird.“

„Zwei Jahre nach dem Überraschungserfolg Düstere Legenden kommt der zweite Teil in die Kinos, der mit dem Prinzip des ‚Films im Film‘ spielt. Das macht am Anfang Hoffnung, dass es auch zu einer stringenteren Handlung führt und man in bester ‚Hitchcock-Manier‘ bis zum Ende mitraten darf, wer denn der Mörder ist – raten darf man, aber die Spannung erschlafft schon bald. Und so knüpft der Streifen auch in diesem Punkt da an, wo sein Vorgänger aufhörte.“

## Auszeichnungen
2001: Nominierung für den Saturn Award als Bester Horrorfilm

## Hintergründe
Gedreht wurde in Toronto und Peterborough (Ontario) vom 29. Oktober bis zum 16. Dezember 1999. Das Budget belief sich auf ca. 15 Millionen US-Dollar.
Der Film hatte am 19. September 2000 in den USA seine Premiere.
Der Film wurde im Oktober 2001 indiziert. Die Indizierung wurde im Oktober 2019 wieder aufgehoben. Die neue Altersfreigabe wurde im November auf 16 Jahre gesetzt.